# توئیتی
توئیتی (به انگلیسی: Tweety) نام یک پرنده خیالی از گونه قناری زرد است که در ۴۸ پویانمایی از پویانمایی‌های دوره طلایی حضور داشت. توئیت به معنی آواز پرنده است.